# Włodzimierz Łyczywek
Włodzimierz Łyczywek (ur. 7 czerwca 1945 w Poznaniu) – polski prawnik i polityk, adwokat, senator VI kadencji w latach 2005–2007.

## Życiorys
Syn Romana Łyczywka, adwokata, obrońcy w procesach politycznych w okresie PRL, oraz Krystyny Łyczywek, artysty fotografika, tłumaczki i dziennikarki, wieloletniej działaczki Towarzystwa Przyjaźni Polsko-Francuskiej.
Jest absolwentem II Liceum Ogólnokształcącego im. Mieszka I w Szczecinie. Ukończył w 1968 studia na Wydziale Prawa Uniwersytetu im. Adama Mickiewicza w Poznaniu, następnie odbył aplikację sędziowską i adwokacką. W latach 90. był dziekanem Szczecińskiej Izby Adwokackiej, ponownie objął tę funkcję w 2016. Wybrany również w skład Naczelnej Rady Adwokackiej. Został członkiem Zrzeszenia Prawników Polskich. Podjął prywatną praktykę w zawodzie adwokata.
W latach 1994–1998 był radnym i wiceprzewodniczącym rady miejskiej Szczecina. W latach 1995–1998 wchodził w skład sejmiku samorządowego województwa szczecińskiego.
Działał w Unii Wolności, następnie przeszedł do Platformy Obywatelskiej. W wyborach parlamentarnych w 2005 został wybrany do Senatu VI kadencji z ramienia PO w okręgu szczecińskim. W przedterminowych wyborach w 2007 nie ubiegał się o reelekcję. W 2009 podjął współpracę ze Stronnictwem Demokratycznym. W maju 2010 wystąpił z PO. W wyborach do Parlamentu Europejskiego w 2014 był kandydatem Polski Razem Jarosława Gowina.

## Odznaczenia
Odznaczony Krzyżem Kawalerskim (2011) i Oficerskim (2018) Orderu Odrodzenia Polski. W 1998 otrzymał Złoty Krzyż Zasługi

## Życie prywatne
Jest żonaty, ma czworo dzieci.